# Susumán
Susumán (en ruso: Сусума́н) es una ciudad del óblast de Magadán, Rusia, localizada a 650 km al noroeste de Magadán, la capital del óblast. Su población en el año 2010 era de casi 6000 habitantes.

## Geografía
Susumán está situada sobre la autopista de Kolymá, también conocida como la Carretera de los Huesos, e identificada por el código M56, que conecta Magadán con Yakutsk.

### Clima
| Parámetros climáticos promedio de Susumán (normales 1991-2020) | Parámetros climáticos promedio de Susumán (normales 1991-2020) | Parámetros climáticos promedio de Susumán (normales 1991-2020) | Parámetros climáticos promedio de Susumán (normales 1991-2020) | Parámetros climáticos promedio de Susumán (normales 1991-2020) | Parámetros climáticos promedio de Susumán (normales 1991-2020) | Parámetros climáticos promedio de Susumán (normales 1991-2020) | Parámetros climáticos promedio de Susumán (normales 1991-2020) | Parámetros climáticos promedio de Susumán (normales 1991-2020) | Parámetros climáticos promedio de Susumán (normales 1991-2020) | Parámetros climáticos promedio de Susumán (normales 1991-2020) | Parámetros climáticos promedio de Susumán (normales 1991-2020) | Parámetros climáticos promedio de Susumán (normales 1991-2020) | Parámetros climáticos promedio de Susumán (normales 1991-2020) |
| Mes                                                            | Ene.                                                           | Feb.                                                           | Mar.                                                           | Abr.                                                           | May.                                                           | Jun.                                                           | Jul.                                                           | Ago.                                                           | Sep.                                                           | Oct.                                                           | Nov.                                                           | Dic.                                                           | Anual                                                          |
| -------------------------------------------------------------- | -------------------------------------------------------------- | -------------------------------------------------------------- | -------------------------------------------------------------- | -------------------------------------------------------------- | -------------------------------------------------------------- | -------------------------------------------------------------- | -------------------------------------------------------------- | -------------------------------------------------------------- | -------------------------------------------------------------- | -------------------------------------------------------------- | -------------------------------------------------------------- | -------------------------------------------------------------- | -------------------------------------------------------------- |
| Temp. máx. abs. (°C)                                           | -4.1                                                           | -1.6                                                           | 0.2                                                            | 12.1                                                           | 26.1                                                           | 33.1                                                           | 35.0                                                           | 33.0                                                           | 24.4                                                           | 11.3                                                           | 2.1                                                            | −1.6                                                           | 35.0                                                           |
| Temp. máx. media (°C)                                          | −32.9                                                          | −26.9                                                          | −15.3                                                          | -3.4                                                           | 9.5                                                            | 19.7                                                           | 22.4                                                           | 18.1                                                           | 9.2                                                            | −6.7                                                           | −23.2                                                          | −32.6                                                          | -5.2                                                           |
| Temp. media (°C)                                               | −37.4                                                          | −33.2                                                          | −23.6                                                          | −10.9                                                          | 3.5                                                            | 12.2                                                           | 14.9                                                           | 10.8                                                           | 2.9                                                            | −12.6                                                          | −27.8                                                          | −36.5                                                          | -11.5                                                          |
| Temp. mín. media (°C)                                          | −41.5                                                          | −38.3                                                          | −31.1                                                          | −19.2                                                          | -3.1                                                           | 4.5                                                            | 7.5                                                            | 4.0                                                            | -2.4                                                           | −17.8                                                          | −32.1                                                          | −40.4                                                          | -17.5                                                          |
| Temp. mín. abs. (°C)                                           | −60.6                                                          | −59.9                                                          | −53.7                                                          | −44.0                                                          | −27.5                                                          | −8.3                                                           | −4.6                                                           | −11.1                                                          | −24.3                                                          | −44.7                                                          | −53.8                                                          | −58.5                                                          | -60.6                                                          |
| Precipitación total (mm)                                       | 9.4                                                            | 7.6                                                            | 5.4                                                            | 6.1                                                            | 14.6                                                           | 42.3                                                           | 59.0                                                           | 65.9                                                           | 34.9                                                           | 20.0                                                           | 17.0                                                           | 9.8                                                            | 292                                                            |
| Días de precipitaciones (≥ 0.1 mm)                             | 13.9                                                           | 11.8                                                           | 8.1                                                            | 6.1                                                            | 7.4                                                            | 12.7                                                           | 13.7                                                           | 13.2                                                           | 10.2                                                           | 11.6                                                           | 13.5                                                           | 13.1                                                           | 135.3                                                          |
| Horas de sol                                                   | 20                                                             | 89                                                             | 213                                                            | 283                                                            | 273                                                            | 291                                                            | 274                                                            | 223                                                            | 152                                                            | 132                                                            | 53                                                             | 10                                                             | 2013                                                           |
| Fuente n.º 1: climatebase.ru (horas de sol 1937-2012)          |                                                                |                                                                |                                                                |                                                                |                                                                |                                                                |                                                                |                                                                |                                                                |                                                                |                                                                |                                                                |                                                                |
| Fuente n.º 2: pogodaiklimat.ru                                 |                                                                |                                                                |                                                                |                                                                |                                                                |                                                                |                                                                |                                                                |                                                                |                                                                |                                                                |                                                                |                                                                |

## Historia
Se fundó en 1936 como un asentamiento de sovjós, llamado así por el río homónimo cercano. En 1938, con el descubrimiento de minas de oro, el asentamiento se expandió.
Desde 1949 a 1956, fue uno de los mayores campos de trabajo de la Unión Soviética que albergaba a 16 500 prisioneros.
Obtuvo la categoría de ciudad en 1964. Durante la era postsoviética disminuyó mucho su población, pasando de 18 000 residentes a comienzos de la década de 1990 a menos de 6000 en 2010.